# Слугин, Владимир Степанович
Владимир Степанович Слугин (2 января 1935 — 4 ноября 2005) — заслуженный ветеринарный врач РСФСР, доктор ветеринарных наук, профессор. Лауреат Премии Правительства Российской Федерации в области науки и техники.

## Биография
Родился в Брянской области.
Окончил Московскую ветеринарную академию им. К. И. Скрябина.
С 1963 по 1991 года главный ветеринарный врач зверосовхоза «Пушкинский» Московской области.
Генеральный директор акционерного общества «Научно-производственный ветеринарный и звероводческий центр» (по состоянию на 1996 год).
В 1968 году защитил диссертацию по теме «Колибактериоз песцов» и получил степень кандидата ветеринарных наук.
В 1981 году защитил диссертацию по теме «Алеутская болезнь норок и пути её ликвидации» и получил степень доктора ветеринарных наук.
Важной составляющей докторской диссертации является открытие закономерности выпадения положительной реакции в сыворотке крови у щенков норок на алеутскую болезнь.

## Основные заслуги
- выделение штамма П-1 (Пушкинский) вируса алеутской болезни норок (получен патент);
- разработка реакции иммуноэлектроосмофореза (РИЭОФ) для диагностики алеутской болезни норок, адаптированной для лабораторий звероводческих хозяйств;
- разработка и промышленное производство набора антигена и контрольной позитивной сыворотки для серологической диагностики алеутской болезни норок с 1980 года (получен патент);
- разработка временной инструкции о мероприятиях по профилактике и ликвидации заболевания норок алеутской болезнью, утверждённой в Минсельхозе СССР от 25 июля 1980 года № 116-6а с последующим переутверждением как постоянной инструкцией «По профилактике и ликвидации заболевания норок алеутской болезнью», утверждённой в Минсельхозе СССР 14 ноября 1985 г.

## Патенты
- Кормовая добавка для пушных зверей «Пушновит П». Патент РФ на изобретение № 2009646 (соавторы — Перельдик Н. Ш., Перельдик Д. Н., Квартникова Е. Г., Павлюченко С. В., Бабак М. Б.
- Vaccine for prophylaxis and treatment of microsporia caused by the pathogen Microsporum canis (недоступная ссылка)

## Награды
- Премия Правительства Российской Федерации в области науки и техники (1996) — за работу «Специфическая профилактика и диагностика инфекционных заболеваний пушных зверей»[1]

### Книги
- Конопаткин А. А., Бакулов И. А., Нуйкин Я. В., Артемов Б. Т., Бессарабов Б. Ф., Кадымов Р. А., Нымм Э. М., Паракин В. К., Полтев В. И., Сидоров М. А., Слугин В. С., Бусол В. А., Бычков И. С., Ведерников В. А., Глушков А. А., Куриленко А. Н., Лихотин А. К., Рахманин П. П., Рудиков Н. И. Эпизоотология и инфекционные болезни сельскохозяйственных животных : Учебник для студентов высших сельскохозяйственных учебных заведений по специальности «Ветеринария». — М.: Колос, 1984. — 544 с.
- Слугин В. С. Ветеринарно-санитарная экспертиза кормов для пушных зверей. — М.: Агропромиздат, 1986. — 255 с.
- Слугин В. С. Болезни плотоядных пушных зверей и их этиологическая связь с патологией других животных и человека. — Киров: КОГУП Кировская областная типография, 2004. — 592 с. — 1000 экз. — ISBN 5-88186-549-9.

### Статьи
- Слугин В. С. О роли витамина А в этиологии уролитиазиса норок // Конф. мол. учён. по звероводству и кролиководству. М., 1973. Вып. 1. С. 191—195.
- Слугин В. С. Диагностика алеутской болезни норок // Ветеринария. — 1980. — № 9. — С. 32—33.
- Слугин В. С., Ханис А. Ю., Гафурова А. М. Дерматофитозы пушных зверей // Кролиководство и звероводство. 1997. — № 1. — С. 23.
- Слугин В. С. Соблюдать основополагающие заповеди // Кролиководство и звероводство. — 1996. — № 2. — С. 2—4.
- Перельдик Д. Н., Слугин В. С. Оценка протеиновых кормов для пушных зверей // Кролиководство и звероводство. — 1997. — № 2. — С. 12—15.
- Слугин В. С. Алеутская болезнь норок: распространение и перспективы борьбы с ней // Кролиководство и звероводство. — 1998. — № 4. — С. 24—25.
- Слугин В. С. Инфекционная энцефалопатия норок и её этиологическая связь с подобными патологиями // Ветеринария. — 2004. — № 6. — С. 6—11.
- Слугин В. С. Современные ветеринарные проблемы в звероводстве // Кролиководство и звероводство. — 2005. — № 1. — С. 24—28.
- Слугин В. С. О проблемах развития звероводства в России // Кролиководство и звероводство. — 2005. — № 4. — С. 3—6.
- Слугин В. С. О диагностике алеутской болезни норок // Кролиководство и звероводство. — 2007. — № 1. — С. 24—29.
- Слугин В. С. Приобщение к звероводству (воспоминания) // Кролиководство и звероводство. — 2007. — № 2. — С. 18—20.
- Слугин В. С. Приобщение к звероводству (воспоминания) // Кролиководство и звероводство. — 2007. — № 4. — С. 18—20.